# Concert du nouvel an 1952 à Vienne
Le concert du nouvel an 1952 de l'orchestre philharmonique de Vienne, qui a lieu le 1er janvier 1952, est le 12e concert du nouvel an donné au Musikverein, à Vienne, en Autriche. Il est dirigé pour 10e fois dont la 5e consécutive par le chef d'orchestre autrichien Clemens Krauss.
Johann Strauss II y est toujours le compositeur principal, mais son frère Josef ouvre le programme avec quatre pièces, et leur père Johann clôt le concert avec sa célèbre Marche de Radetzky.
Cinq pièces sur les quinze au total sont jouées pour la première fois au concert du nouvel an, dont trois en ouverture.

## Programme

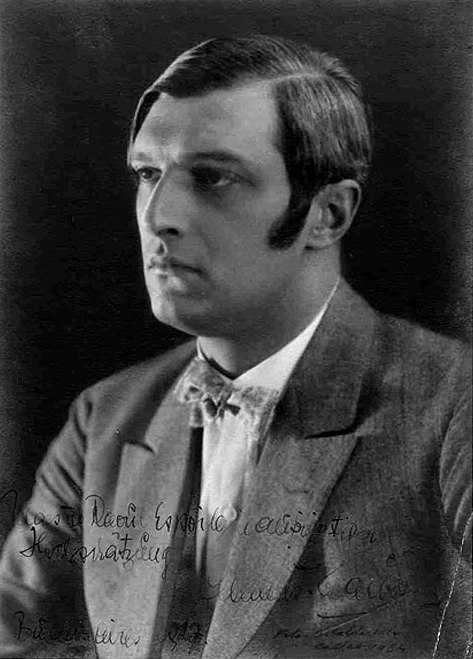
Le chef Clemens Kraus

Les pièces suivies d'un astérisque (*) sont jouées pour la première fois.
1. Josef Strauss : Deutsche Grüsse, valse, op. 191*
2. Josef Strauss : Buchstaben, polka française, op. 252*
3. Josef Strauss : Brennende Liebe, polka-mazurka, op. 129*
4. Josef Strauss : Ohne Sorgen, polka rapide, op. 271
5. Johann Strauss II : Nordseebilder, valse, op. 390*
6. Johann Strauss II : Fata morgana, polka-mazurka, op. 330*
7. Johann Strauss II : Auf der Jagd, polka rapide, op. 373
8. Johann Strauss II : Seid umschlungen Millionen, valse, op. 443
9. Johann Strauss II : Im Krapfenwald’l, polka française, op. 336
10. Johann Strauss II : Unter Donner und Blitz, polka rapide, op. 324
11. Johann Strauss II : Roses du Sud, valse, op. 388
12. Johann Strauss II  et Josef Strauss : Pizzicato-Polka, polka

### Rappels
1. Johann Strauss II : Perpetuum mobile. Ein musikalischer Scherz, scherzo, op. 257
2. Johann Strauss II : Le Beau Danube bleu, valse, op. 314
3. Johann Strauss : Marche de Radetzky, marche, op. 228

Les compositeurs joués
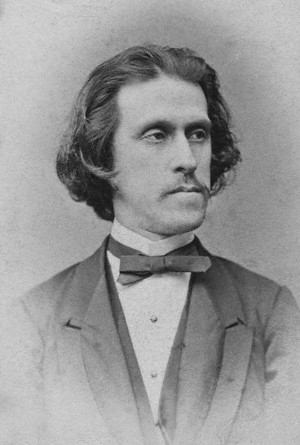
Josef Strauss
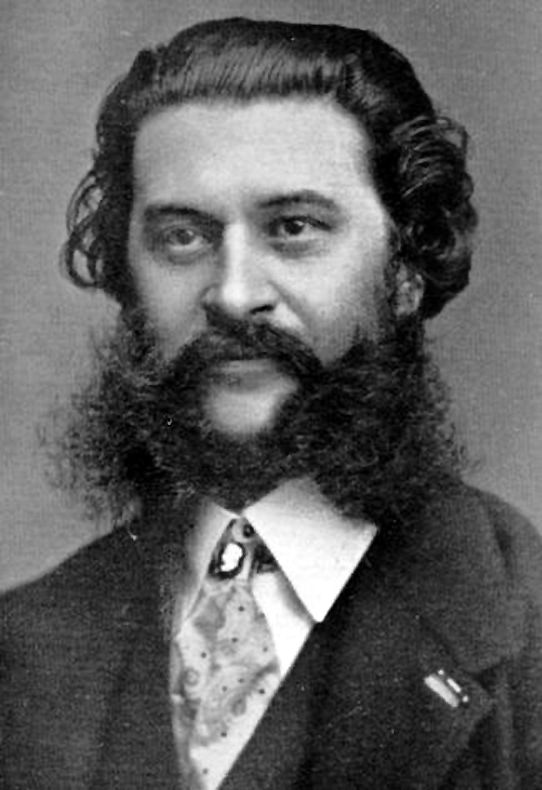
Johann Strauss (fils)
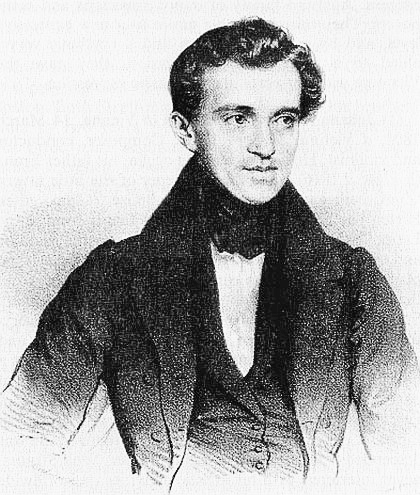
Johann Strauss (père)